# Gäst i skräckens hus
Gäst i skräckens hus (engelska: House of Usher) är en amerikansk skräckfilm från 1960 i regi av Roger Corman. Manuset är skrivet av Richard Matheson och bygger på Edgar Allan Poes novell Huset Ushers undergång. I huvudrollerna ses Vincent Price, Myrna Fahey, Mark Damon och Harry Ellerbe. Filmen var den första av Cormans åtta Poe-filmatiseringar, därefter följde Dödspendeln (1961), Jagad av skräck (1962), En studie i skräck (1962), Korpen (1963), Skri av fasa (1963), De blodtörstiga (1964) och Mannen i vaxkabinettet (1965).

## Rollista

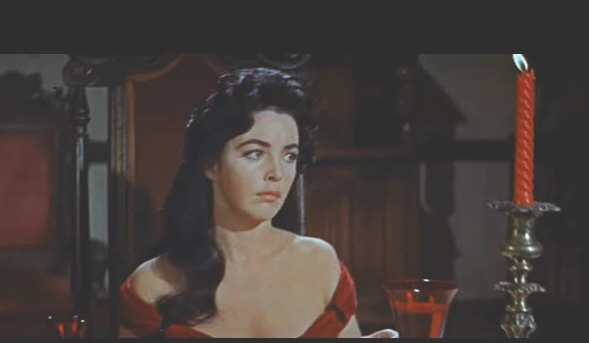
Myrna Fahey som Madeline Usher i Gäst i skräckens hus.

- Vincent Price – Roderick Usher
- Mark Damon – Philip Winthrop
- Myrna Fahey – Madeline Usher
- Harry Ellerbe – Bristol